# Nanogram
| Grotere en kleinere eenheden van gram en ton | Grotere en kleinere eenheden van gram en ton | Grotere en kleinere eenheden van gram en ton | Grotere en kleinere eenheden van gram en ton | Grotere en kleinere eenheden van gram en ton | Grotere en kleinere eenheden van gram en ton | Grotere en kleinere eenheden van gram en ton |
| -------------------------------------------- | -------------------------------------------- | -------------------------------------------- | -------------------------------------------- | -------------------------------------------- | -------------------------------------------- | -------------------------------------------- |
| factor                                       | naam                                         | symbool                                      |                                              |                                              |                                              |                                              |
| 10−30                                        | quectogram                                   | qg                                           |                                              |                                              |                                              |                                              |
| 10−27                                        | rontogram                                    | rg                                           |                                              |                                              |                                              |                                              |
| 10−24                                        | yoctogram                                    | yg                                           |                                              |                                              |                                              |                                              |
| 10−21                                        | zeptogram                                    | zg                                           |                                              |                                              |                                              |                                              |
| 10−18                                        | attogram                                     | ag                                           |                                              |                                              |                                              |                                              |
| 10−15                                        | femtogram                                    | fg                                           |                                              |                                              |                                              |                                              |
| 10−12                                        | picogram                                     | pg                                           |                                              |                                              |                                              |                                              |
| 10−9                                         | nanogram                                     | ng                                           |                                              |                                              |                                              |                                              |
| 10−6                                         | microgram                                    | µg                                           |                                              |                                              |                                              |                                              |
| 10−3                                         | milligram                                    | mg                                           |                                              |                                              |                                              |                                              |
| 10−2                                         | centigram                                    | cg                                           |                                              |                                              |                                              |                                              |
| 10−1                                         | decigram                                     | dg                                           |                                              |                                              |                                              |                                              |
| 1                                            | gram                                         | g                                            |                                              |                                              |                                              |                                              |
| 101                                          | decagram                                     | dag                                          |                                              |                                              |                                              |                                              |
| 102                                          | hectogram                                    | hg                                           | factor                                       | naam                                         | symbool                                      |                                              |
| 103                                          | kilogram                                     | kg                                           | factor                                       | naam                                         | symbool                                      |                                              |
| 106                                          | megagram                                     | Mg                                           | 1                                            | ton                                          | t                                            |                                              |
| 109                                          | gigagram                                     | Gg                                           | 103                                          | kiloton                                      | kt                                           |                                              |
| 1012                                         | teragram                                     | Tg                                           | 106                                          | megaton                                      | Mt                                           |                                              |
| 1015                                         | petagram                                     | Pg                                           | 109                                          | gigaton                                      | G                                            |                                              |
| 1018                                         | exagram                                      | Eg                                           | 1012                                         | teraton                                      | Tt                                           |                                              |
| 1021                                         | zettagram                                    | Zg                                           | 1015                                         | petaton                                      | Pt                                           |                                              |
| 1024                                         | yottagram                                    | Yg                                           | 1018                                         | exaton                                       | Et                                           |                                              |
| 1027                                         | ronnagram                                    | Rg                                           | 1021                                         | zettaton                                     | Zt                                           |                                              |
| 1030                                         | quettagram                                   | Qg                                           | 1024                                         | yottaton                                     | Yt                                           |                                              |

De nanogram is een tot het SI behorende afgeleide eenheid voor massa. De eenheid heeft het symbool ng. Een nanogram is gelijk aan 10−9 g, ofwel 0,000 000 001 gram.
De nanogram wordt wel gebruikt in (wetenschappelijk) onderzoek naar eiwitten en peptiden. Vooral in biologische matrices als bloed of speeksel is de concentratie te meten stof zo laag, dat men de term nanogram toch regelmatig nodig heeft.